# Automedont (fill de Diores)
Automedont (en llatí: Automedon, en grec antic: Αὐτομέδων) va ser, segons la mitologia grega l'auriga d'Aquil·les durant la guerra de Troia, i per això, el seu company a les batalles. Quan Aquil·les va morir, ho va ser del seu fill Neoptòlem. Segons Virgili va lluitar amb valentia al costat del fill d'Aquil·les.
Va néixer a l'illa d'Esciros on Aquil·les va viure uns anys, i era fill de Diores. Va participar en l'ocupació de la ciutat de Troia. El seu nom s'ha convertit en sinònim de cotxer.
Gai Juli Higí parla d'Automedont, i diu que va anar a la guerra de Troia capitanejant deu naus des d'Esciros.